# Unió Atlètica d'Horta
La Unió Atlètica d'Horta un club de fútbol del barrio de Horta de Barcelona, en Cataluña, España. Fundado en 1922, actualmente compite en la Lliga Elit.

## Historia
El Horta fue fundado el 18 de abril del 1922 por la fusión entre el Club Esportiu Autonomía, del propio barrio de Horta, y el Athletic Baseball Club, que tenía su sede en Montjuïc. El primer presidente fue Josep Nordbeck.
El debut de la Unión Atlética d'Horta se produjo más de dos meses después de su fundación, el 24 de junio, el rival era el CE L'Hospitalet; para ese partido se puso en juego una copa regalada por Bartomeu Cerdà, fue conseguida por el equipo local, que venció 3-0.

## Estadio
El Estadio Municipal d'Horta Feliu i Codina, inaugurado en 1923, es el campo de fútbol del club, con capacidad para 2.500 personas. El terreno de juego es de césped artificial y sus dimensiones son de 102 x 65 metros..

## Estadísticas del club
- Temporadas en Tercera División de España: 28.
- Mejor puesto en la liga: 3.º (en Tercera División de España, temporada 2018-19).

## Palmarés
- Campeón del Torneo Históricos del Fútbol Catalán: 3 veces
  - 1994: U.A. Horta-C.E. Júpiter 0-0 (por penaltis)
  - 1996: U.A. Horta-C.F. Barceloneta 2-2 (por penaltis)
  - 1997: U.A. Horta-C.E. Júpiter 1-0
- Subcampeón del Torneo Históricos del Fútbol Catalán: 2 veces
  - 1995: C.E. Júpiter-U.A. Horta 2-1
  - 2007: U.E. Sant Andreu-U.A. Horta 1-0

## Trofeos amistosos
- Trofeo Ciudad de Santa Coloma: (1) 1983